# Partido Popular Austríaco
El Partido Popular Austríaco (en alemán: Österreichische Volkspartei, abreviado ÖVP) es un partido político austríaco de ideología conservadora y de doctrina demócrata cristiana fundado al restablecerse la constitución de la República Federal de Austria al finalizar la Segunda Guerra Mundial. Si bien presenta un perfil propio dentro de la derecha europea (Partido Popular Europeo), al estar más vinculado a una posición católica conservadora que al liberalismo puro, ocupa un punto en el centroderecha del espectro político austríaco.

## Historia

### Orígenes
El ÖVP se fundó como continuación del Partido Socialcristiano (en alemán: Christlichsoziale Partei Österreichs), un movimiento conservador fundado a fines del siglo XIX y disuelto durante el Anschluss. Desde la restauración del sistema político austríaco, el ÖVP ha sido continuamente uno de los dos partidos más votados, tanto en la Asamblea Federal como en los distritos de Salzburgo, Estiria, Tirol, Vorarlberg, Baja Austria y Alta Austria, de corte marcadamente rural y conservador. Burgenland y Carintia, donde la población católica es minoría, le ha resultado tradicionalmente más difícil, así como el bastión socialdemócrata de Viena, su principal obstáculo a la hegemonía.

### Gobierno con la ultraderecha
Tras las elecciones de 1999, el ÖVP formó un gobierno de coalición con la formación de ultraderecha FPÖ, liderada por Jörg Haider, que había obtenido un resultado excepcional. La alianza le valió sanciones diplomáticas por parte de varios miembros de la Unión Europea hasta que la normalidad de los procesos políticos pudo establecerse con certeza.
El ÖVP se desligó del FPÖ para las elecciones parlamentarias de 2002. Encabezado por Wolfgang Schüssel, el partido obtuvo el 42% de los votos.
En 2004, sin embargo, perdió por primera vez en su historia el gobierno del distrito de Salzburg a manos de la socialdemocracia. En las elecciones parlamentarias de 2006, el Partido Popular fue derrotado al obtener el 34% de los votos, y conformó una gran coalición con los socialdemócratas. El líder del ÖVP, Wilhelm Molterer, rompió la alianza en 2008, tras lo cual obtuvo apenas el 26% de los votos en las elecciones anticipadas. Molterer renunció como líder del partido, siendo sustituido por Josef Pröll, quien acordó una gran coalición con los socialdemócratas. En las elecciones de 2013 consiguió el 24% de los votos, continuando en gran coalición.
En las elecciones de 2017, el ÖVP obtuvo el 31,5% de los votos, superando por escaso margen al SPÖ y al FPÖ. Los socialdemócratas rechazaron la posibilidad de continuar la coalición con el Partido Popular, por lo que este acordó gobernar en conjunto con el Partido de la Libertad (FPÖ). No obstante, en mayo de 2019 el líder del FPÖ y vicecanciller Heinz-Christian Strache renunció al gobierno y dejó la dirección del partido debido a un escándalo de corrupción conocido como Caso Ibiza. El canciller Sebastian Kurz comunicó su intención de convocar elecciones anticipadas, y tras la renuncia en bloque de los ministros del FPÖ incorporó en su lugar a tecnócratas. El 27 de mayo de 2019, Kurz fue destituido de su cargo tras aprobarse una moción de censura en su contra por el parlamento. Tras las elecciones generales anticipadas de 2019, el ÖVP liderado por Kurz obtuvo nuevamente la victoria con el 37,5% de los votos. Tras formar una coalición de gobierno con Los Verdes, Kurz regresó al poder el 7 de enero de 2020.

## Ideología
La doctrina del ÖVP es demócrata cristiana, similar a la CDU alemana en plataforma y perfil de votantes; aboga por los principios conservadores tradicionales de respeto al orden social establecido, e históricamente se ha opuesto diametralmente a los programas de corte socialista o socialdemócrata. Uno de los pilares de su actividad ha sido la defensa de la unión entre Iglesia —en particular la católica— y Estado, aún parcialmente en vigor en Austria. Con el auge reciente de los partidos de la nueva izquierda pluralista, el foco de su crítica se ha dirigido a las medidas de acción afirmativa para con los inmigrantes y otros grupos tradicionalmente marginados, como los gays, aunque ha estado relativamente comprometido con el movimiento ecologista. 
La política económica del ÖVP es generalmente liberal, defendiendo la reducción del sector público, la desregulación de la economía, la reducción de las prestaciones sociales, aunque la fuerte adhesión a la doctrina social de la Iglesia lo ha llevado a defender políticas intervencionistas con mayor frecuencia que partidos comparables en el resto de Europa.

## Resultados electorales

### Elecciones generales
| Año  | Votos          | %    | Resultado | +/-         | Gobierno                 |
| ---- | -------------- | ---- | --------- | ----------- | ------------------------ |
| 1945 | 1 602 227 (#1) | 49,8 | 85/165    |             | Coalición con SPÖ y KPÖ  |
| 1949 | 1 846 581 (#1) | 44,0 | 77/165    | 8           | Coalición con SPÖ        |
| 1953 | 1 781 777 (#2) | 41,3 | 74/165    | 3           | Coalición con SPÖ        |
| 1956 | 1 999 986 (#1) | 46,0 | 82/165    | 8           | Coalición con SPÖ        |
| 1959 | 1 928 043 (#2) | 44,2 | 79/165    | 3           | Coalición con SPÖ        |
| 1962 | 2 024 501 (#1) | 45,4 | 81/165    | 2           | Coalición con SPÖ        |
| 1966 | 2 191 109 (#1) | 48,3 | 85/165    | 4           | Gobierno en mayoría      |
| 1970 | 2 051 012 (#2) | 44,7 | 78/165    | 7           | Oposición                |
| 1971 | 1 964 713 (#2) | 43,1 | 80/183    | 2           | Oposición                |
| 1975 | 1 981 291 (#2) | 42,9 | 80/183    | Sin cambios | Oposición                |
| 1979 | 1 981 739 (#2) | 41,9 | 77/183    | 3           | Oposición                |
| 1983 | 2 097 808 (#2) | 43,2 | 81/183    | 4           | Oposición                |
| 1986 | 2 003 663 (#2) | 41,3 | 77/183    | 4           | Coalición con SPÖ        |
| 1990 | 1 508 600 (#2) | 32,1 | 60/183    | 17          | Coalición con SPÖ        |
| 1994 | 1 281 846 (#2) | 27,7 | 52/183    | 8           | Coalición con SPÖ        |
| 1995 | 1 370 510 (#2) | 28,3 | 52/183    | Sin cambios | Coalición con SPÖ        |
| 1999 | 1 243 672 (#3) | 26,9 | 52/183    | Sin cambios | Coalición con FPÖ        |
| 2002 | 2 076 833 (#1) | 42,3 | 79/183    | 27          | Coalición con FPÖ        |
| 2006 | 1 616 493 (#2) | 34,3 | 66/183    | 13          | Coalición con SPÖ        |
| 2008 | 1 269 656 (#2) | 26,0 | 51/183    | 15          | Coalición con SPÖ        |
| 2013 | 1 125 876 (#2) | 24,0 | 47/183    | 4           | Coalición con SPÖ        |
| 2017 | 1 341 930 (#1) | 31,5 | 62/183    | 15          | Coalición con FPÖ        |
| 2019 | 1 789 417 (#1) | 37,5 | 71/183    | 9           | Coalición con GRÜNE      |
| 2024 | 1 246 676 (#2) | 26,5 | 52/183    | 19          | Coalición con SPÖ y NEOS |

### Elecciones estatales de Austria
| Estado       | Año  | Votos        | %     | Resultado | Gobierno                       |
| ------------ | ---- | ------------ | ----- | --------- | ------------------------------ |
| Alta Austria | 2021 | 303.835 (#1) | 37,61 | 22/56     | Coalición con SPÖ, FPÖ y Grüne |
| Baja Austria | 2023 | 359.338 (#1) | 39,93 | 23/56     | Coalición con FPÖ              |
| Burgenland   | 2020 | 56.726 (#2)  | 30,58 | 11/36     | Oposición                      |
| Carintia     | 2023 | 51.637 (#3)  | 17,04 | 7/36      | Coalición con SPÖ              |
| Estiria      | 2019 | 217.036 (#1) | 36,05 | 18/48     | Coalición con SPÖ              |
| Salzburgo    | 2023 | 81.752 (#1)  | 30,37 | 12/36     | Coalición con Grüne            |
| Tirol        | 2022 | 119.167 (#1) | 34,71 | 14/36     | Coalición con SPÖ              |
| Viena        | 2020 | 148.238 (#2) | 20,43 | 22/100    | Oposición                      |
| Vorarlberg   | 2024 | 70.638 (#1)  | 38,3  | 15/36     | Coalición con FPÖ              |

### Elecciones europeas
| Año  | Votos          | %     | Resultado | +/-         |
| ---- | -------------- | ----- | --------- | ----------- |
| 1996 | 1.124.921 (#1) | 29,65 | 7/21      |             |
| 1999 | 859.175 (#2)   | 30,67 | 7/21      | Sin cambios |
| 2004 | 804.572 (#2)   | 32,66 | 6/18      | 1           |
| 2009 | 858.921 (#1)   | 29,98 | 6/17      | Sin cambios |
| 2014 | 761.896 (#1)   | 26,98 | 5/18      | 1           |
| 2019 | 1.305.954 (#1) | 34,55 | 7/18      | 2           |
| 2024 | 864.072 (#2)   | 24,5  | 5/20      | 2           |